# Coptosia tauricola
Coptosia tauricola là một loài bọ cánh cứng trong họ Cerambycidae.